# Zamarte
Zamarte ist ein polnisches Dorf in der Woiwodschaft Kujawien-Pommern.
Zamarte ist der drittgrößte Ort der Gemeinde Kamień Krajeński. Er befindet sich an der Straße zwischen Chojnice und Sępólno Krajeńskie auf einem kleinen Hügel. Er hat 644 Einwohner.

## Geschichte
Der Ort wurde 1354 unter dem Namen Jacobsdorf als Rittergut erwähnt.
Zwischen 1752 und 1775 wurde das Kloster gebaut. Am 9. Juli 1780 wurde die Kirche Mariä Geburt von Fabian Franciszek Pląskowski geweiht. 1826 wurde das dazugehörige Kloster aufgelöst. Ab 1842 wurden pensionierte Priester in dem Gebäude untergebracht.
Nach der polnischen Teilung hieß der Ort nach 1909 und während der deutschen Besatzung Bonstetten.
Zwischen 1975 und 1998 gehörte das Dorf zur Woiwodschaft Bydgoszcz.
Am 1. Juli 1994 wurde das Kloster der Warschauer Provinz der Unbeschuhten Karmeliten übergeben. Seit dem 19. Dezember 1994 ist hier ihr Noviziat. Seit 1999 hat es den Rang eines Priorats.